# Luzula sylvatica
Luzula sylvatica là một loài thực vật có hoa trong họ Juncaceae. Loài này được (Huds.) Gaudin mô tả khoa học đầu tiên năm 1811.

## Hình ảnh

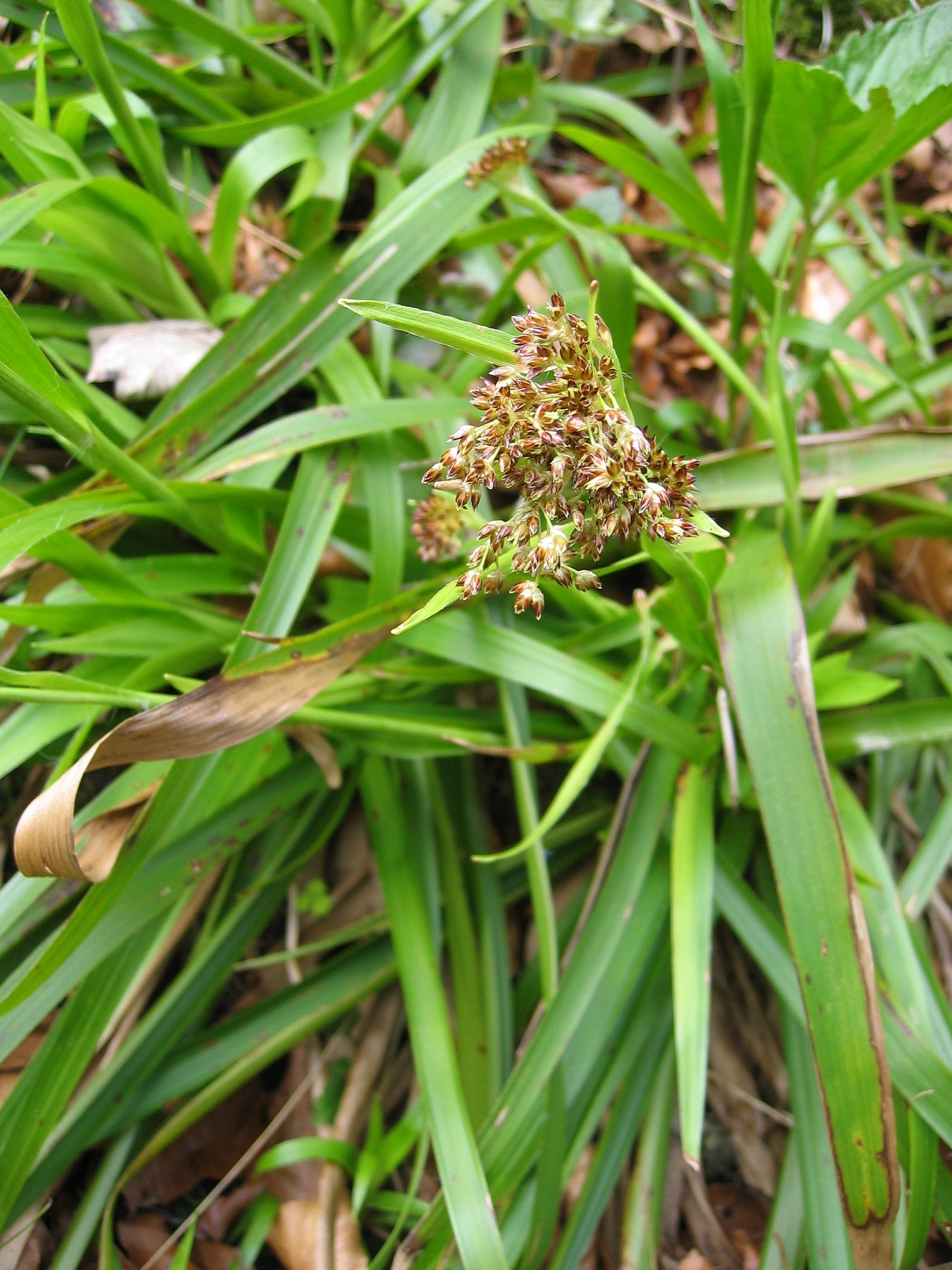
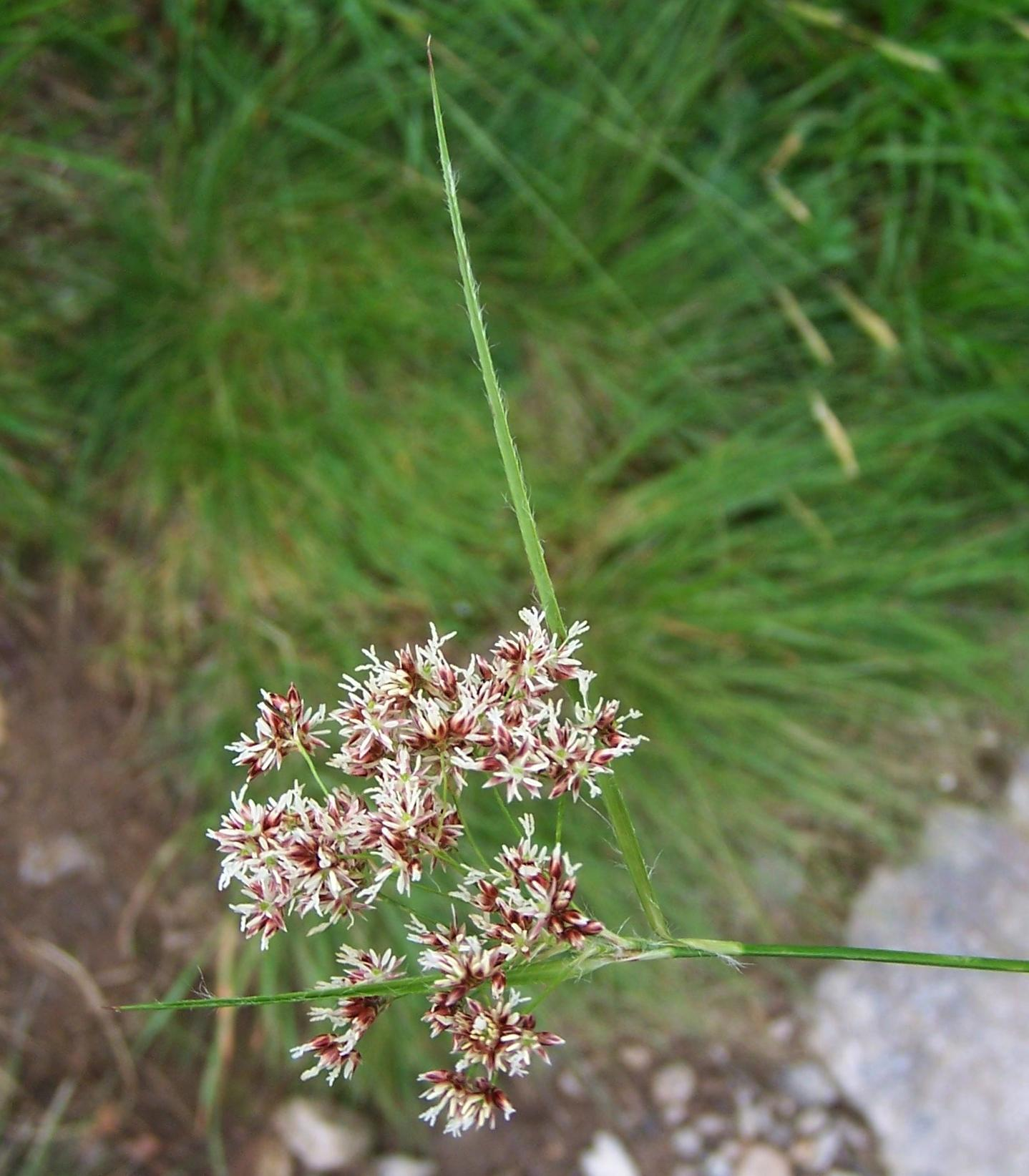
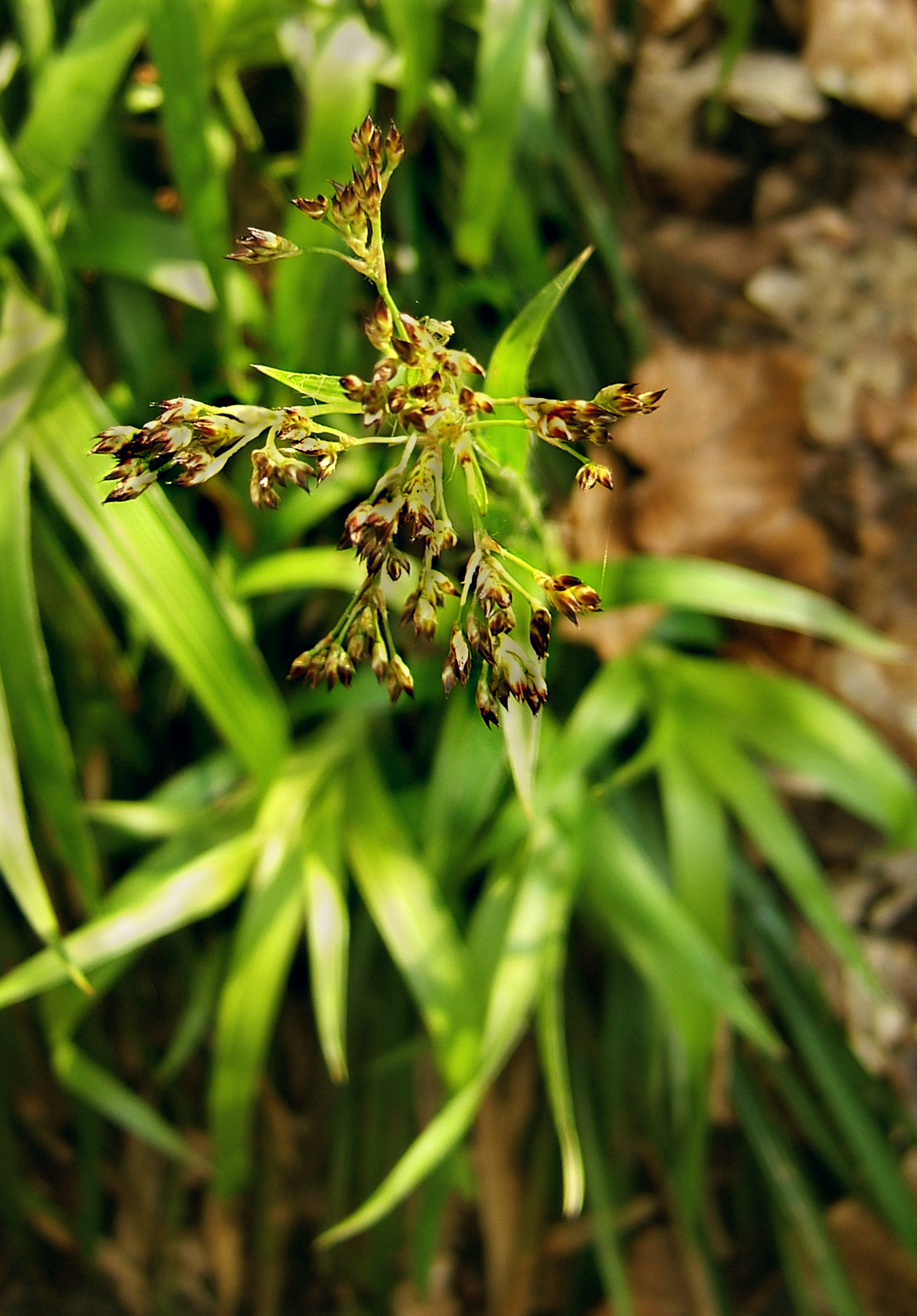
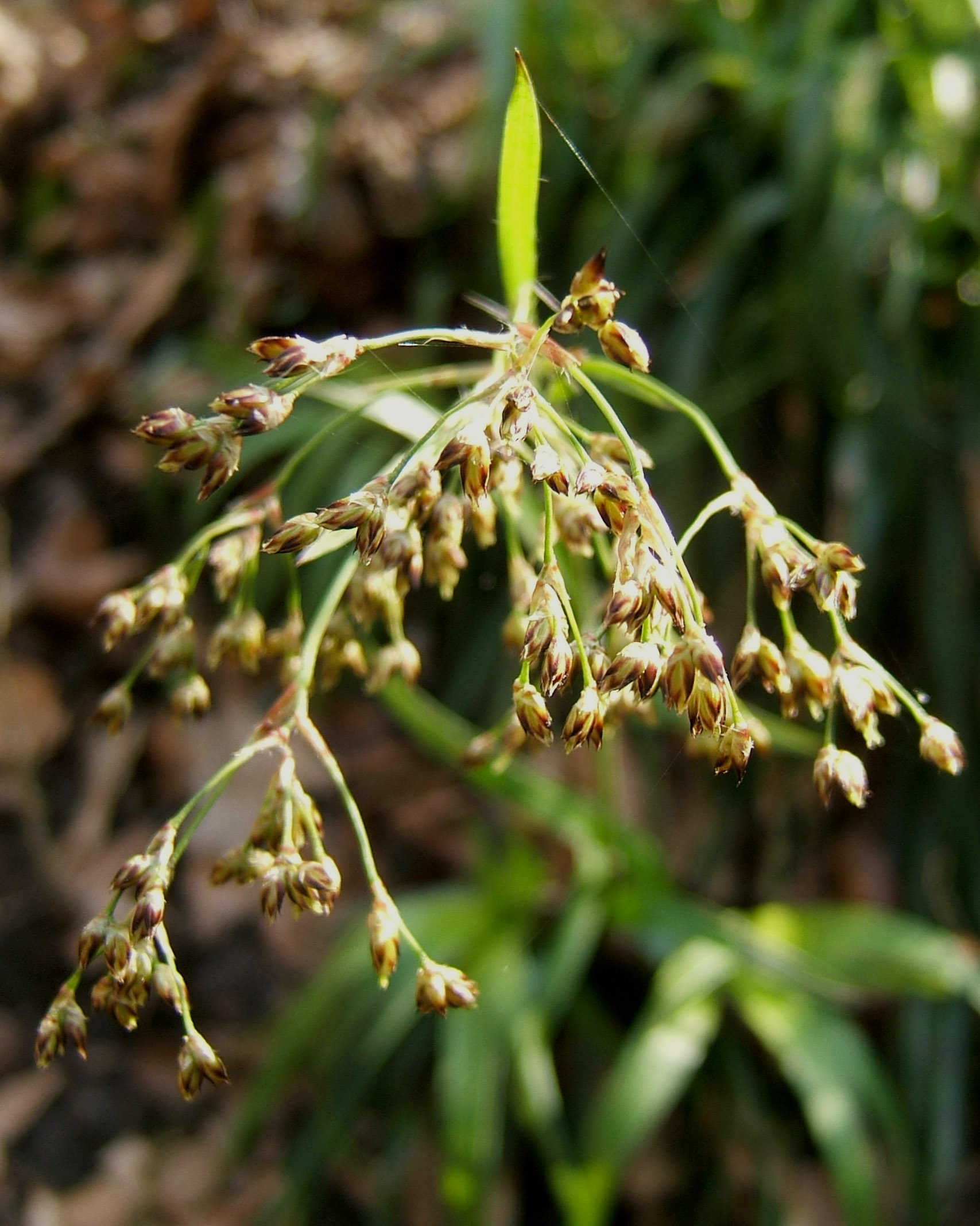